# Spiegeltangare
De spiegeltangare (Conothraupis speculigera) is een zangvogel uit de familie Thraupidae (tangaren).

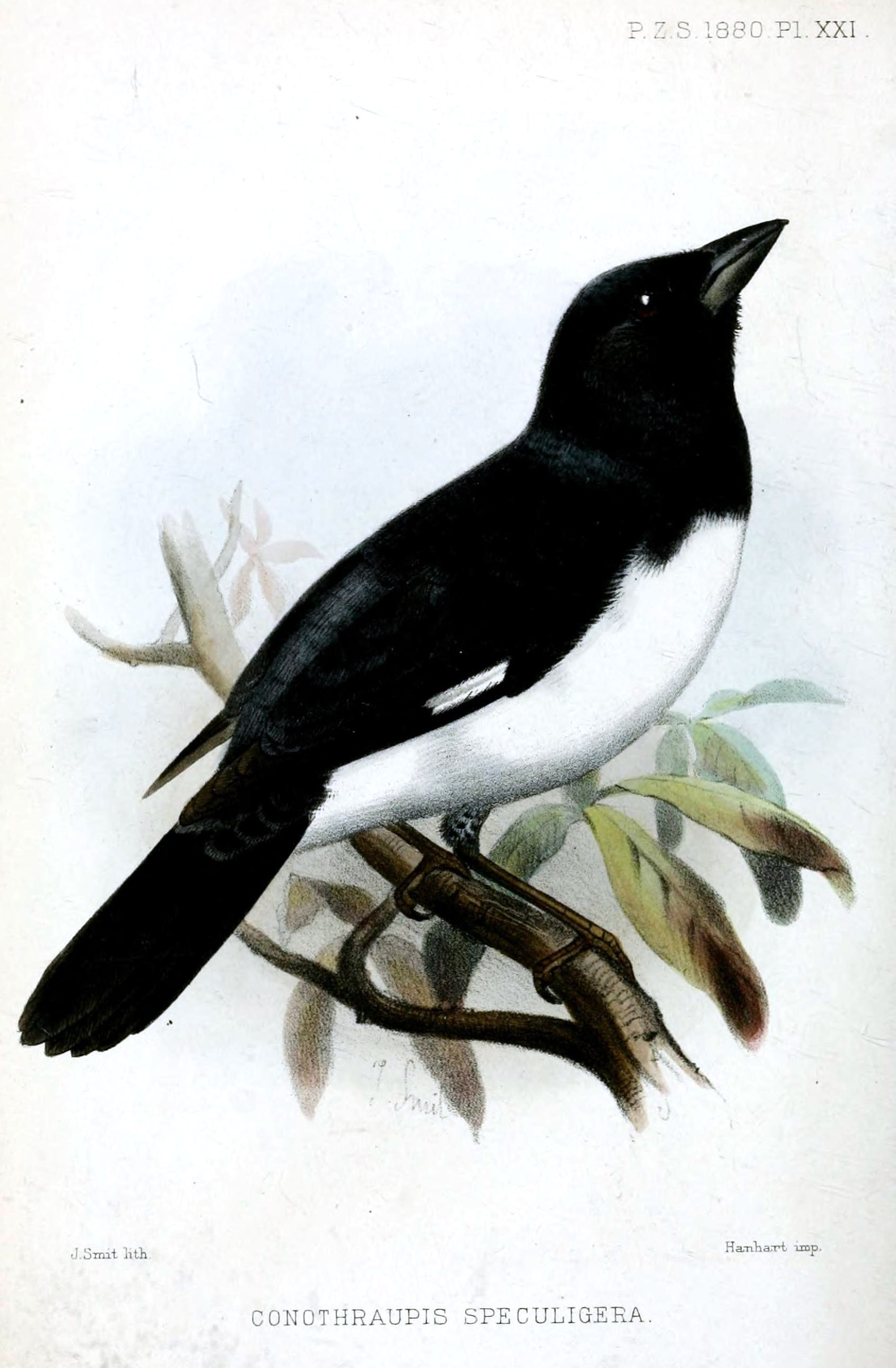

## Verspreiding en leefgebied
Deze soort komt voor van westelijk Ecuador tot noordwestelijk Peru en van oostelijk Peru tot noordwestelijk Bolivia.